# Wołośke (przystanek kolejowy)
Wołośke (ukr. Волоське) – przystanek kolejowy w pobliżu miejscowości Wołośke, w rejonie chmielnickim, w obwodzie chmielnickim, na Ukrainie. Położony jest na linii Odessa – Lwów.